# Vollenhove (Zeist)
Vollenhove is een buurt in de wijk Zeist-Noord, onderdeel van de Nederlandse gemeente Zeist, provincie Utrecht.

## Geschiedenis
De buurt Vollenhove werd tussen 1956 en 1970 gebouwd met als doel het huisvesten van arbeiders om het bestaande woningtekort te verkleinen. Het gehele project droeg de naam "Bouwproject-Parkplan Vollenhove" en omvatte de bouw van een kleine 2400 woningen. Voor de bouw van Vollenhove maakte dit gebied deel uit van het landgoed Vollenhoven. Na de bouw werd het als buurt (99) toegevoegd aan de buurt- en wijkindeling die sinds 1947 gehanteerd wordt. In de jaren negentig, toen voor het eerst expliciet verschil gemaakt werd tussen wijken en buurten, werd Vollenhove onderdeel van de wijk Zeist-Noord. Tot die wijk behoren ook de buurten Staatsliedenkwartier, Dijnselburg, Patijnpark, Mooi Zeist en Utrechtseweg. Vollenhove is gelegen in het uiterste noorden van Zeist en wordt omsloten door de A28, de Dreef, de Utrechtseweg en de Panweg. De buurt wordt door de gemeente bestempeld als een "aandachtsgebied".

## Opbouw
Vollenhove bestaat uit de pedagogenbuurt, enkele kleine flats, diverse scholen en vijf hoogbouwflats:
- De L-Flat, die op het moment van oplevering (1968) het grootste appartementencomplex was van Europa en ruim 50 jaar later nog steeds tot de grootste galerijflats van West-Europa behoort. De flat is 490 meter lang, 40 m hoog, telt 13 woonlagen, ruim 1500 inwoners en dankt zijn naam aan de L-vorm waarin de flat gebouwd is.
- De Gero-flat, met 13 woonlagen. Voltooid in 1970.
- De Torenflat, met 19 woonlagen en 60 m hoog.
- De Montessoriflat, met 14 woonlagen.
- De Winkelcentrumflat, boven het Winkelcentrum Vollenhove, met een aantal kantoorlagen en daarboven een aantal woonlagen.

## Bevolking
De wijk Vollenhove telt ruim 4400 inwoners. De bevolkingssamenstelling van Vollenhove wordt gekenmerkt door een relatief lage gemiddelde leeftijd. In de buurt vinden we relatief veel alleenstaanden, mede omdat er veel starters wonen. De mobiliteit, in termen van aantal verhuizingen per jaar, in Vollenhove is hoog. Ook het percentage niet-westerse allochtonen in Vollenhove (32.5%) is relatief hoog, evenals de bevolkingsgroei. Inwoners van Vollenhove hebben gemiddeld een relatief laag besteedbaar inkomen (ruim EUR 13.500). Het percentage werklozen bedraagt 11,8%.

## Fotogaleij

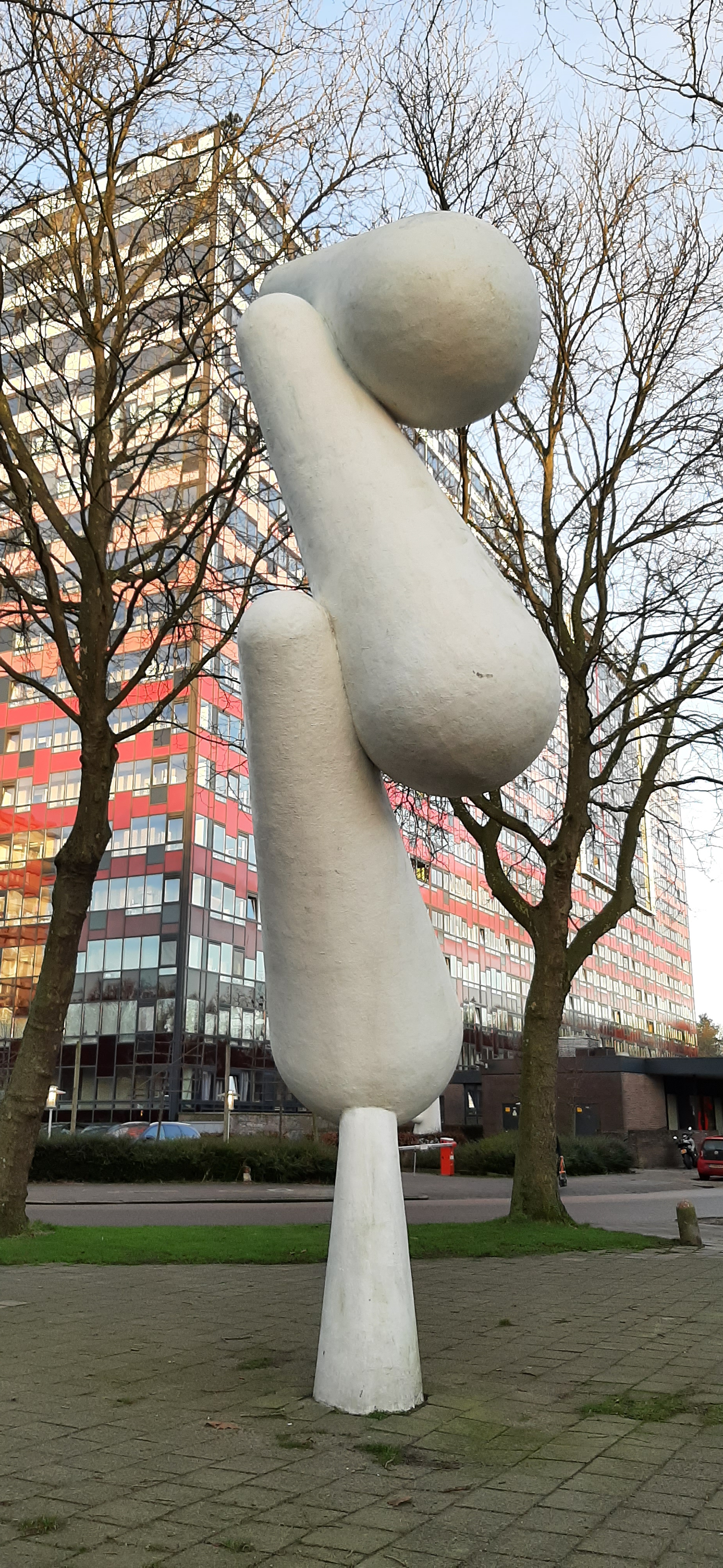
Plastiek van Frans Peeters met op achtergrond de renoveerde Torenflat.
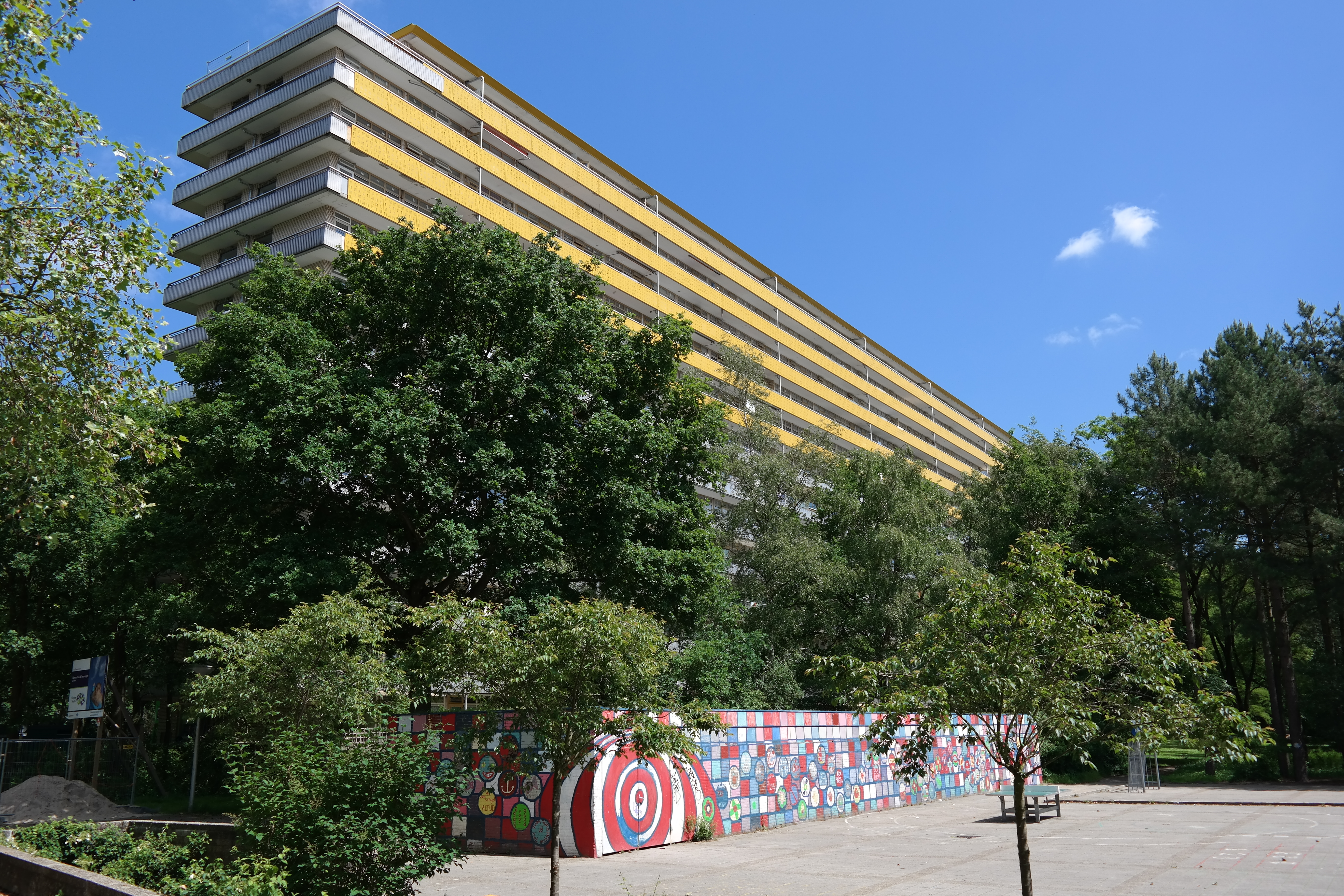
De Geroflat in 2014

## Bron
- Buurt en Wijkvergelijking 2006, gemeente Zeist